# (8051) Pistoria
(8051) Pistoria (1997 PP4) – planetoida z pasa głównego asteroid okrążająca Słońce w ciągu 3,39 lat w średniej odległości 2,26 au. Odkryta 13 sierpnia 1997 roku.